# JATユーゴスラビア航空機爆破事件
JATユーゴスラビア航空機爆破事件（JATこうくうきばくはじけん）は、1972年1月26日にJATユーゴスラビア航空のダグラスDC-9-30旅客機が飛行中に爆破されたテロ事件である。
この事件はクロアチア民族主義者が仕掛けた爆発物によって引き起こされたもので、爆発により機体は高度10,160mで空中分解したが、客室乗務員の一人が奇跡的に生きて救助された。

## 事件の概要

### 空中分解

1971年1月に撮影された事故機

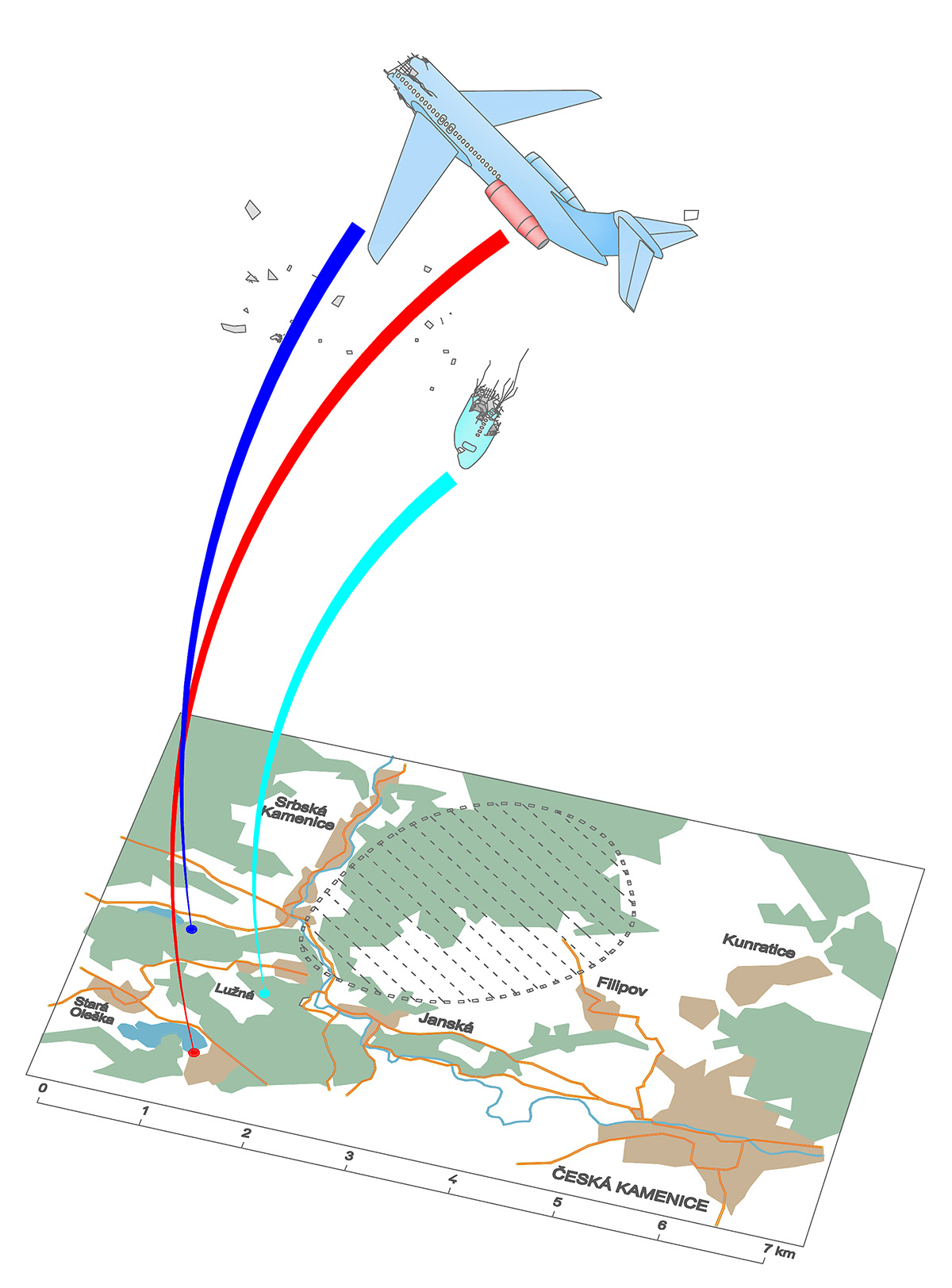
367便の残骸の分布

JATユーゴスラビア航空367便（ダグラスDC-9-30、登録記号YU-AHT）は、デンマークのコペンハーゲンからユーゴスラビアのザグレブ経由で最終目的地のベオグラードに至るルートを運航していた。
1972年1月26日午後5時ごろ（現地時間）にチェコスロヴァキア（現在チェコ共和国）のSrbska Kameniceの上空10,160 m (33,330 ft) を飛行中に、ユーゴスラビア当局によるクロアチアの民族主義者リーダーなどの国外追放に抗議する者によって仕掛けられた爆弾が炸裂し空中分解した。

### 生存者
同機には乗員6名と乗客22名が搭乗していたが、およそ10,000メートルの巡航高度から落下したために全員絶望と思われていた。ところが、客室乗務員の一人であった ヴェスナ・ヴロヴィッチ（当時22歳）だけが、墜落の衝撃による身体各所の複雑骨折を負いながらも奇跡的に生きて救助された。
彼女は航空機の後部付近にいたが、機体が空中分解したあとは残骸に閉じ込められそれが木の葉が舞い降りるように落ち、山の斜面にある木々をすべるように着地したため生存可能な衝撃ですんだと思われる。さらに墜落から45分後に救助隊に発見され、即座に輸血を受けたことで出血多量による死を免れた。
彼女のこの奇跡は、パラシュートなしで最も高い高度から落下して生還した記録としてギネスブックに認定されている。彼女は一時的に下半身が麻痺するなど長期の入院生活を余儀なくされたが、1年4ヵ月かかって回復し、社会復帰を果たした。彼女はその後も航空会社で事務職として働き続けたが、1990年に当時のユーゴスラビアの大統領だったスロボダン・ミロシェヴィッチを批判したことにより解雇された。2016年、彼女はベオグラードのアパートで心臓病により66歳で死去した。